# Geneviève Rochette
Geneviève Rochette, née le 9 juillet 1969, est une comédienne, autrice, metteuse en scène et humoriste québécoise. Au Québec, elle est surtout connue pour ses rôles à la télévision, notamment dans Omertà, le dernier des hommes d'honneur, Au nom du père et du fils, La Galère de même que Mirador présentée à Radio Canada.
Elle a aussi collaboré à l'émission Il va y avoir du sport, présentée à Télé Québec. Elle y présentait un bulletin de nouvelles humoristiques à chacune des émissions.

## Biographie
La mère de Geneviève Rochette est originaire de la Guadeloupe.
Geneviève Rochette travaille pour les Matinées jeunesse de l'Orchestre symphonique de Montréal, ainsi que pour les spectacles du Théâtre de l'allumette, théâtre pour enfants qu'elle a cofondé avec Emmanuel Bilodeau. Elle a suivi un cours à l'INIS[Quoi ?] en scénarisation période lors de laquelle elle réalise des courts métrages dont Mardi matin, qui a remporté le Prix du meilleur court métrage au festival du cinéma politique de Barcelone, Entre-deux et La Millième notamment. Elle a écrit aussi plusieurs pièces de théâtre pour enfants.
Pour la télévision, elle participe aux séries Au nom du père et du fils et Omertà, le dernier des hommes d'honneur, Réseaux, Hommes en quarantaine ainsi que Virginie.
Actrice de théâtre, elle interprète au printemps 2002 le rôle-titre de La Veuve rusée de Carlo Goldoni au Théâtre du Rideau Vert puis en octobre 2006, celui de L'Ardent Désir des fleurs de Cacao. Et elle a joué dans plusieurs autres pièces après sa sortie de l'École nationale de théâtre. Elle est également membre du groupe humoristique Les Zapartistes qui a gagné le prix du meilleur texte humoristique au gala des Gémeaux de 2004 au Québec.
Elle a été porte parole avec Emmanuel Bilodeau de la Fête nationale du Québec, Au Cœur du Monde, en 1999 et elle a défendu la cause d'Omar Khadr de concert avec Amnistie int. Elle a été membre de plusieurs jurys, tels qu'au Festival du Nouveau Cinéma, Réseaux scènes, et SODEC.

## Filmographie

### Cinéma
- 1993 : Gaïa : Paméla
- 1994 : Barée : Marie
- 1995 : Le Songe du collectionneur de gammes : la femme
- 1996 : La Nuit du déluge: la jeune mère
- 2001 : Québec-Montréal: Me Benoit
- 2003 : Elvis Gratton XXX : La Vengeance d'Elvis Wong
- 2020 : Mafia Inc. : Paola Gamache
- 2020 : Les Vieux Chums de Claude Gagnon : Isabelle
- 2023 : Le Temps d'un été de Louise Archambault : Laurence

### Télévision
- 1993 : Au nom du père et du fils : Biche Pensive
- 1994 : Femmes en mémoire : Isabelle à 21 ans
- 1998-1999 : Réseaux: Marina Cortez
- 1999 : Omertà, le dernier des hommes d'honneur : Victoria Sogliuzzo
- 2003 : Hommes en quarantaine : Dr. Lortie
- 2005-2006 : Virginie : Maria Isabella
- 2009-2015 : Mirador : Lydia Derecho
- 2013 : 30 vies : Manon Lavasseur
- 2007-2013 : La Galère : Isabelle
- 2017-2022 : District 31 : Judith Carrier
- 2017 : Ruptures : Judith Levac
- 2018 : Fugueuse: Sylvie Béliveau, la mère d'Ariane
- 2018 : Unité 9 : Médecin de Lietteville
- 2019 : Faux Départs : Mère d'Ugo